# Головачов Павло Якович
Павло Якович Головачов (біл. Павел Якаўлевіч Галавачоў; 2 (15) грудня 1917, Кошельово — 2 липня 1972) — радянський льотчик-ас, двічі Герой Радянського Союзу (1943, 1945), в роки німецько-радянської війни льотчик-винищувач, командир ланки, заступник командира ескадрильї 9-го гвардійського винищувального авіаційного полку. Генерал-майор авіації ВПС СРСР (1957).

## Біографія
Народився 2 (15 грудня) 1917 року в селі Кошельовому (нині Буда-Кошельовського району Гомельської області) в селянській родині. Білорус. Закінчив семирічну школу, у 1935 році — школу фабрично-заводського учнівства в Гомелі. Працював токарем і фрезерувальником на лісокомбінаті в робочому селищі Ново-Білиці (нині в межах Гомеля). Був форвардом заводської футбольної команди. Одночасно займався в Гомельському аероклубі.
У 1938 році, за комсомольською путівкою, був направлений в 8-му Одеську військову авіаційну школу пілотів імені П. Д. Осипенко, яку успішно закінчив у 1940 році і був направлений на службу в 168-й винищувальний авіаційний полк, що дислокувався в Криму.
Учасник радянсько-німецької війни з червня 1941 року. По жовтень 1941 року служив у 168-му винищувальному авіаційному полку, літав на І-16. З жовтня 1941 року — у 69-му винищувальному авіаційному полку, літав на ЛаГГ-3, Як-1, «Аерокобрі» і Ла-7. З лютого по травень 1945 року — в 900-му винищувальному авіаційному полку, літав на Як-9. Воював на Південно-Західному, Сталінградському, 4-му Українському, 3-му і 1-му Білоруському фронтах. Брав участь в обороні Одеси, Сталінградській битві, відвоюванні Донбасу, Криму, Білорусі, Східно-Прусській і Берлінській операціях. Член ВКП(б) з 1943 року.
До листопада 1943 року командир ланки 9-го гвардійського винищувального авіаційного полку (6-та гвардійська винищувальна авіаційна дивізія, 8-ма повітряна армія, 4-й Український фронт) гвардії старший лейтенант П. Я. Головачов здійснив 225 бойових вильотів, у 92 повітряних боях збив 17 літаків противника особисто і один в групі.
Указом Президії Верховної Ради СРСР від 1 листопада 1943 року за зразкове виконання бойових завдань командування по прориву сильно укріпленої смуги німців і звільнення міста Мелітополя і проявлені при цьому відвагу і геройство гвардії старшому лейтенантові Головачову Павлу Яковичу присвоєно звання Героя Радянського Союзу з врученням ордена Леніна і медалі «Золота Зірка» (№ 1 270).
До березня 1945 року заступник командира ескадрильї 9-го гвардійського винищувального авіаційного полку (303-тя винищувальна авіаційна дивізія, 1-ша повітряна армія, 3-й Білоруський фронт) гвардії капітан П. Я. Головачов здійснив 385 бойових вильотів і особисто збив 26 літаків противника.
Указом Президії Верховної Ради СРСР від 29 червня 1945 року за зразкове виконання завдань командування на фронті боротьби з німецькими загарбниками, гвардії капітан Головачов Павло Якович нагороджений другою медаллю «Золота Зірка» (№ 58/II).
Після війни продовжував службу у ВПС СРСР. У 1951 році закінчив Червонопрапорну Військово-повітряну академію. Генерал-майор авіації з 1957 року. В 1959 році закінчив Військову академію Генерального штабу.  Служив на відповідальних посадах у Радянській Армії: командував полком і дивізією, був заступником командувача авіацією військового округу. У мирний час був нагороджений за успіхи в бойовій і політичній підготовці трьома орденами.
Після нетривалої хвороби помер 2 липня 1972 року. Похований на Східному (Московському) кладовищі в Мінську.

## Нагороди
Нагороджений двома орденами Леніна, шістьма орденами Червоного Прапора, орденом Вітчизняної війни 1-го ступеня, двома орденами Червоної Зірки, медалями.

## Вшанування пам'яті
На батьківщині Героя, в селі Кошельовому, йому встановлене бронзове погруддя. У місті Гомелі Павлу Головачову встановлений пам'ятник. Його ім'ям названі школа, Гомельське МПТУ № 56, вулиця в Гомелі, радгосп на його батьківщині в Буда-Кошельовському районі.
На Гомельському деревообробному комбінаті, де він почав свій трудовий шлях, встановлена меморіальна дошка. У місті Городоку Львівської області на вулиці його імені було встановлено анотаційну дошку.